# Профильная труба
Профильная труба — один из видов современного строительного металлопроката, получаемый профилированием.

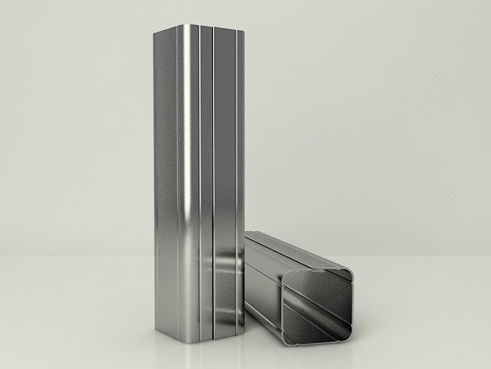
Профильная труба

В общем случае профильными трубами называют трубы с сечением, отличным от круглого. Производятся овальные, а также квадратные и прямоугольные трубы, причем последние два вида наиболее распространены. Основной материал — углеродистая и низколегированная сталь (типично Ст3СП или 09Г2С). Также встречаются профильные трубы из нержавеющих сталей.
Изготавливается профильная труба посредством горячего или холодного деформирования электросварной прямошовной круглой трубы. То есть сначала из заготовки (штрипса) сгибают и сваривают круглую трубу расчетного сечения, затем круглая труба поступает в формовку, где специальными валками ей придается нужное сечение. После этого все трубы согласно ГОСТу проходят неразрушающий контроль сварного шва и дополнительно обрабатываются термически для снятия внутренних механических напряжений.
Сечения производимых в России профильных труб: от 10×10 мм до 500×400 мм. Толщина стенки варьируется от 1 до 22 мм. Длина труб от 6,0 до 18,0 м.
Профильные трубы используются главным образом для постройки металлоконструкций, монтажа каркасов зданий, различного вида опор, мачт, сложных перекрытий, пролётов и так далее. То есть конструкций, несущих серьёзные механические и вибрационные нагрузки. Хотя встречаются и более простые применения — например, в качестве столбов для ограждений.